# USA:s federala regering

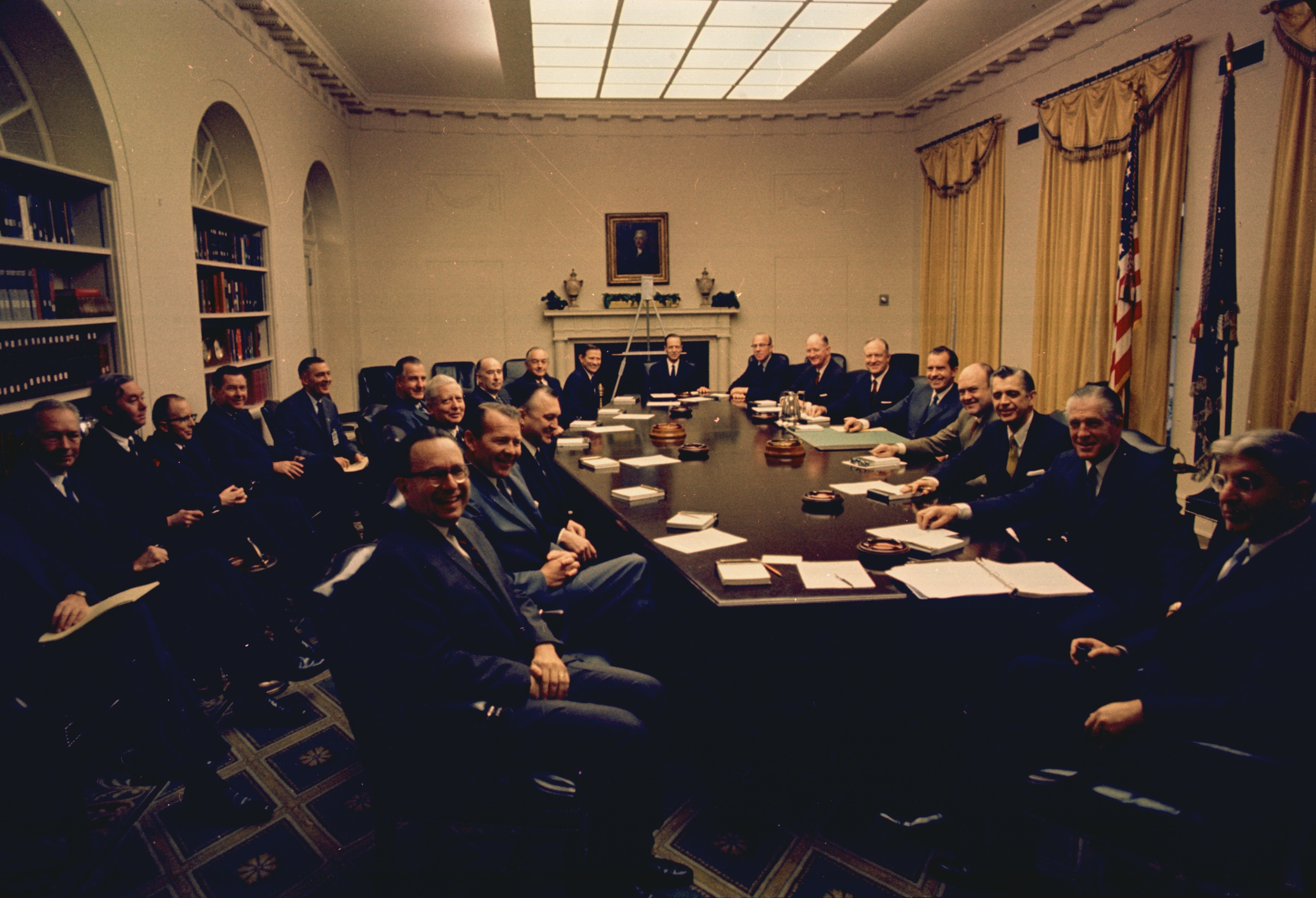
President Richard Nixon med sin regering (cabinet) samlat i sammanträdesrummet Cabinet Room i Vita husets västra flygel (1970).

USA:s kabinett (engelska the Cabinet of the United States) är en benämning på högt uppsatta befattningshavare i den verkställande grenen av USA:s federala statsmakt. Regeringen är i sig inget formellt beslutsorgan utan är endast rådgivande och beslut fattas enrådigt av dess medlemmar i egenskap av det ämbete som respektive medlem uppbär. Trots skillnad från många parlamentariska demokratier, där gruppen av departementschefer utgör ett beslutsorgan, kallas the Cabinet oftast ”regering” på svenska. Presidenten bestämmer vilka som ingår i regeringen. 
I regeringen ingår vanligen, förutom presidenten och vicepresidenten (som båda väljs av elektorskollegiet), cheferna för departementen (som utses av presidenten med senatens råd och samtycke, andra befattningshavare som utsetts enligt föregående, samt rådgivare i presidentkansliet, exempelvis Vita husets stabschef (som inte behöver senatens råd och samtycke för att kunna tillträda).

## Bakgrund
Traditionen med en sammanträdande grupp ministrar, (engelska: cabinet), likt i det forna moderlandet, var ett resultat av debatterna som publicerades i Federalist Papers 1787-1788 som föregick konstitutionens slutliga antagande, huruvida presidenten skulle styra enrådigt eller kollegialt. I konstitutionens artikel 2 framgår det att "den verkställande makten" härrör endast från presidenten och därefter att presidenten kan "avkräva yttranden skriftligen från sina departementschefer i det som rör deras ämbeten och ansvarsområden". 
Under George Washingtons tid som landets förste president uppkom den oskrivna traditionen att presidenten sammankallade sina ministrar till ett kabinettsmöte. Ministrarna som är enrådiga departementschefer är presidentens förlängda arm rörande deras departements respektive sakområde, och har till uppgift att verkställa hans politik, samtidigt som de måste offentligt ansvarsutkrävas inför kongressens båda kamrar och både internt och externt leda den verksamhet som departementet omfattar. Ministrarna (som på engelska kallas för Secretary, med undantag av justitieministern som benämns Attorney General) utses av presidenten efter att senaten gett "råd och samtycke" (i praktiken godkännande) därtill. 
Det var inte förrän under 1900-talet som vicepresidenten inräknades i kabinettet, dessförinnan sågs han främst som tillhörande den lagstiftande grenen, i dennes egenskap som senatens president. Under 1900-talet och framåt har presidenter även inkluderat andra befattningshavare utanför den inre kärnan av vicepresidenten och departementscheferna (som alla ingår i successionsordningen för USA:s president), exempelvis Vita husets stabschef och USA:s FN-ambassadör.  
Beteckningen United States Government, som avser den juridiska personen, är en samlingsbeteckning för hela den federala statsmakten, inklusive den lagstiftande och den dömande makten, för att särskilja den från statsmakterna på delstatsnivå. Engelskans government avser i USA alltså främst staten och inte regeringen, vilket det många gånger felaktigt översätts till på svenska.

## Nationella säkerhetsrådet
Frågor rörande utrikes- och försvarsfrågor behandlas och föredras i regel inför nationella säkerhetsrådet (National Security Council), som innefattar en snävare krets. 

## Lista över USA:s regeringar
| År          | Regeringen                    | Bild |
| ----------- | ----------------------------- | ---- |
| 1993 - 2001 | Regeringen Clinton            |      |
| 2001 - 2009 | Regeringen George W. Bush     |      |
| 2009 - 2017 | Regeringen Obama              |      |
| 2017 - 2021 | Donald Trumps första kabinett |      |
| 2021 - 2025 | Joe Bidens kabinett           |      |
| 2025 -      | Donald Trumps andra kabinett  |      |